# 奧爾德薩和佩爾迪多山國家公園
奧爾德薩和佩爾迪多山國家公園（西班牙語：Parque Nacional de Ordesa y Monte Perdido）是西班牙的一座國家公園，位於阿拉貢自治區韋斯卡省。大部分地區屬比利牛斯山脈之內。奧爾德薩和佩爾迪多山國家公園成立於1918年，是西班牙最早設立的兩個國家公園之一。奧爾德薩和佩爾迪多山國家公園是世界遺產比利牛斯山脈-佩爾迪多山的一部分。